# Stura del Mugello
La Stura del Mugello è un torrente del Mugello. Affluente di sinistra del fiume Sieve, scorre interamente nell'area metropolitana di Firenze. 

## Percorso

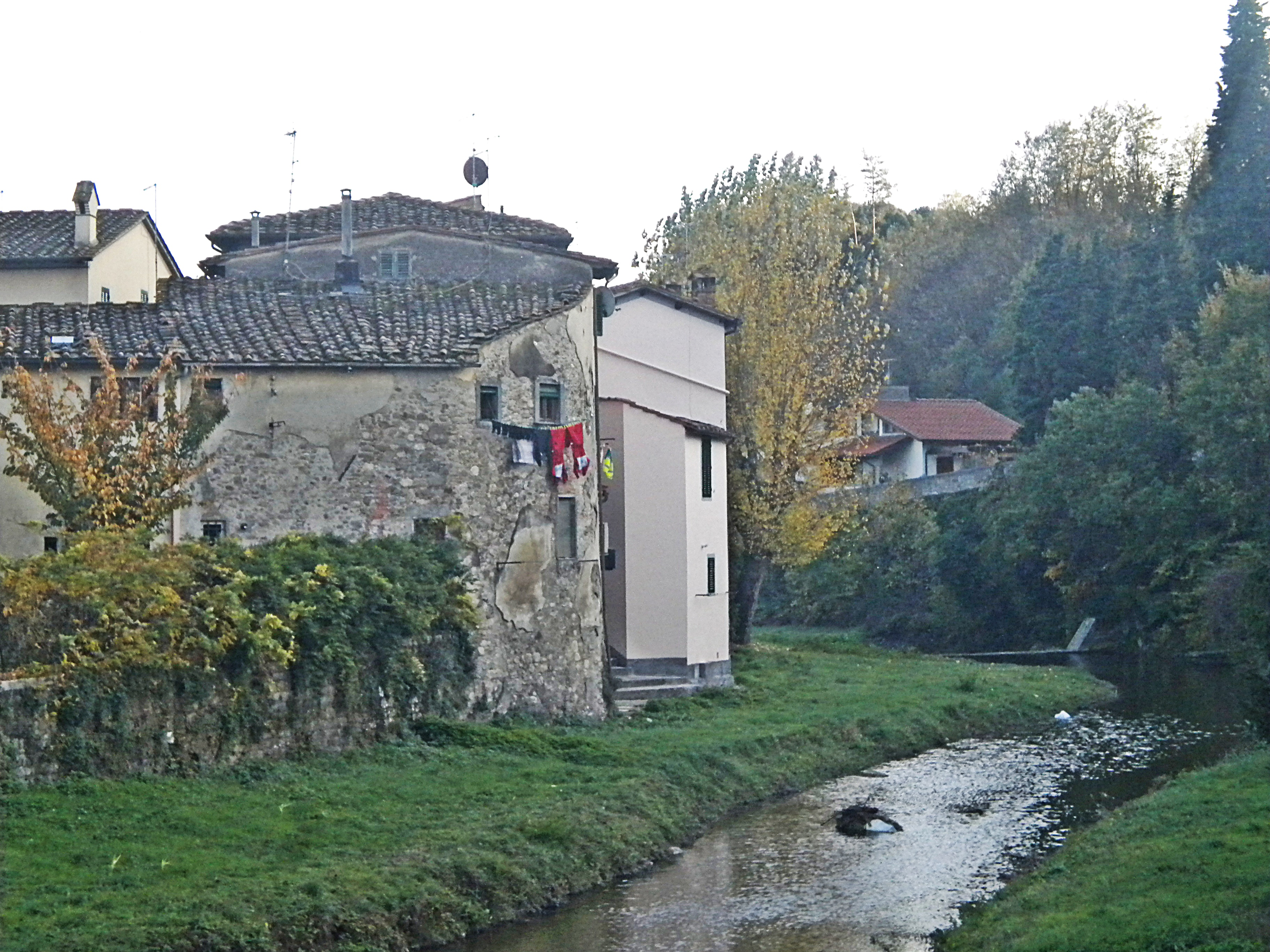
La Stura a Barberino

La Stura nasce al passo della Futa (903 m) ed ha come principali affluenti i torrenti Aglio e Navale. Giunta a Barberino di Mugello si getta nel lago di Bilancino confluendo tramite quest'ultimo nella Sieve.

## Ambiente
La fauna ittica autoctona del torrente è rimpinguata da immissioni di trote fario.